# 업무상 사고

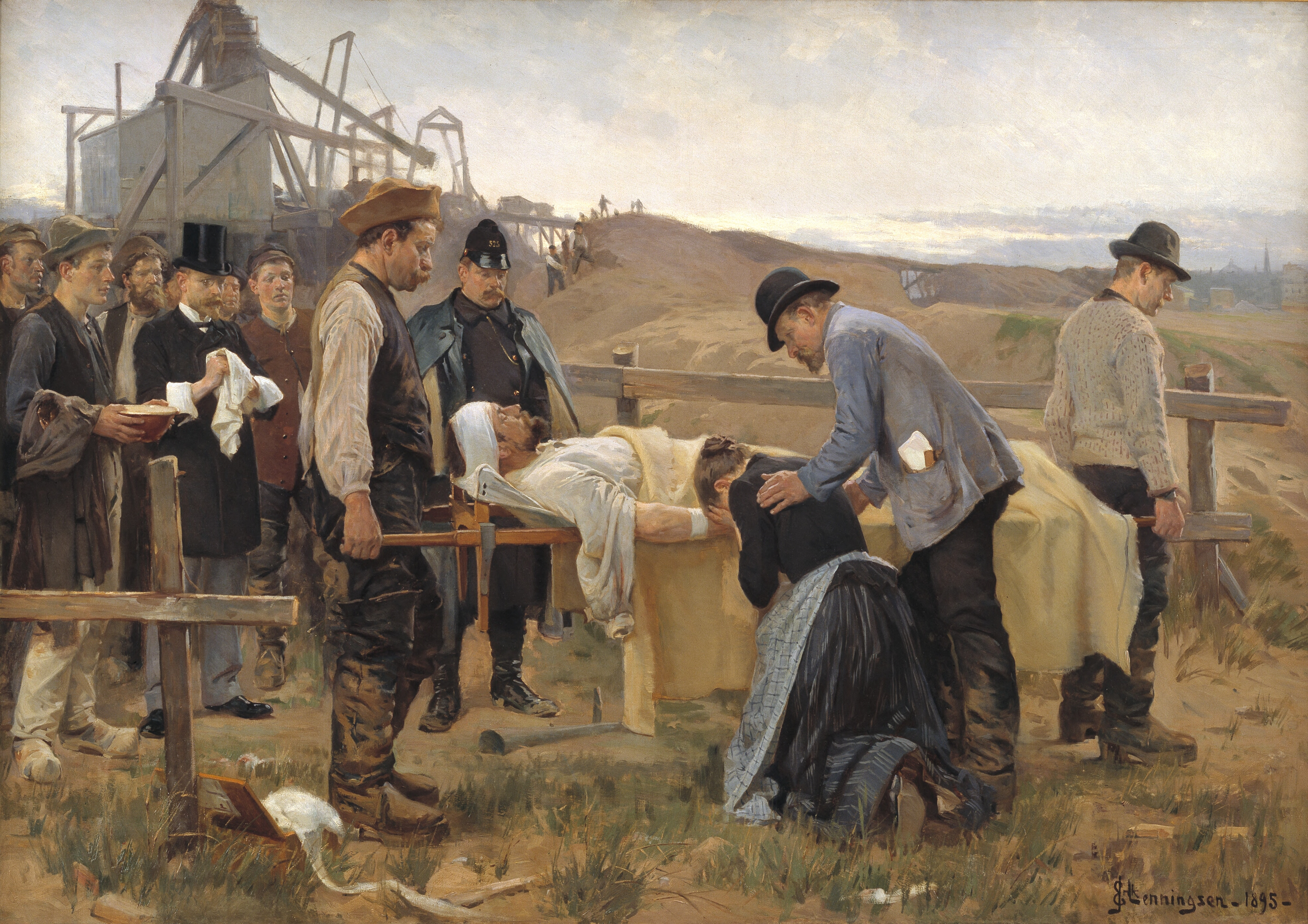
에릭 헤닝센의 그림 상처 입은 노동자, 덴마크 국립 미술관 소장

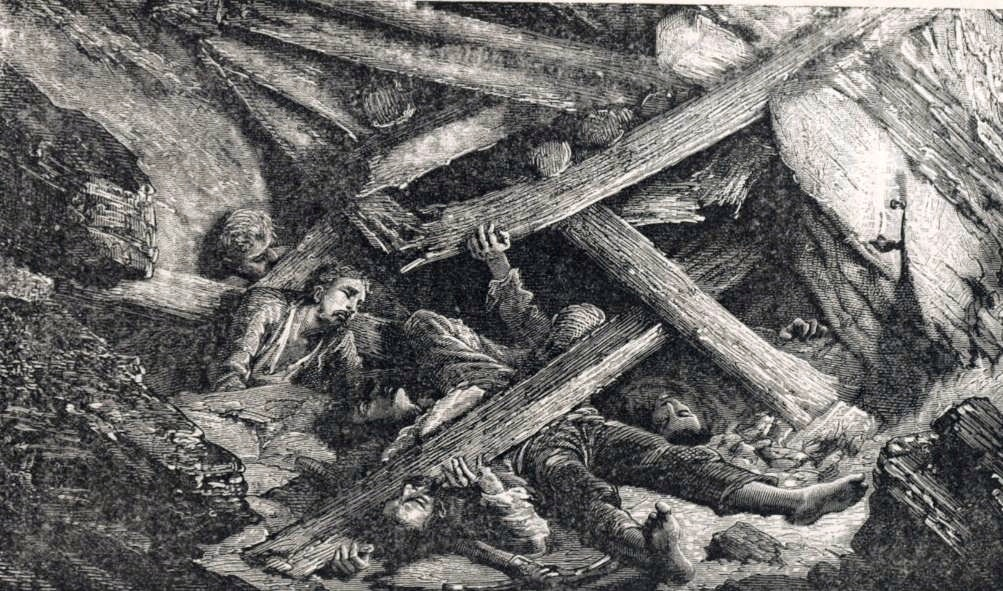
19세기 광산에서 발생한 작업 사고

업무상 사고(work accident)는 신체적 또는 정신적 산업 재해로 이어지는 "작업 과정에서 발생한 개별적인 사건"이다. 국제 노동 기구(ILO)에 따르면 매년 3억 3,700만 건 이상의 사고가 직장에서 발생하며, 이로 인해 직업병과 함께 매년 230만 명 이상이 사망하고 있다.
유럽 연합 통계국에 따르면 "작업 중"(in the course of work)이라는 문구에는 회사 구내 밖에서 발생하는 업무 관련 사고가 포함될 수 있으며 제3자에 의해 발생한 사고도 포함될 수 있다. ILO는 산업재해의 정의를 “사용자의 경제활동, 직장, 사업 수행 중”에 발생한 사고를 포함한다고 규정하고 있다.
"신체적 또는 정신적 피해"(physical or mental harm)라는 문구는 모든 부상, 질병 또는 사망을 의미한다. 산업재해는 예상치 못한, 계획되지 않은 사건(예: 광산 붕괴)이라는 점에서 직업병과 다른 반면, 직업병은 "작업 활동에서 발생하는 위험 요인에 일정 기간 동안 노출된 결과로 발생"한다(예: 광부의 폐질환).
산업재해의 정의에 해당하는 사건에는 급성중독, 사람과 동물에 의한 공격, 벌레 등에 의한 공격, 포장도로나 계단에서의 미끄러짐, 교통사고, 작업 중 교통수단에서의 사고, 공항, 역 등에서 사고 등이 포함된다.
통근중 사고(출근 중 사고, 퇴근 후 귀가 중 사고)를 업무상 재해로 간주해야 하는지에 대한 합의가 이루어지지 않았다. ESAW 방법론에서는 이를 제외한다. ILO는 이를 직장 내 건강 및 안전에 관한 협약에 포함시키지만 별도의 사고 범주로 나열한다. 일부 국가(예: 그리스)에서는 이를 다른 산업재해와 구별하지 않는다.
다수의 사망자가 발생한 사고를 흔히 산업재해라고 한다.

## 같이 보기
- 직업병
- 복지
- 산업재해보상보험
- 노동자 추모일